# César Luena
César Luena López (ur. 29 października 1980 w Bobadilli) – hiszpański polityk, działacz Hiszpańskiej Socjalistycznej Partii Robotniczej (PSOE), poseł do Kongresu Deputowanych, deputowany do Parlamentu Europejskiego IX i X kadencji.

## Życiorys
Ukończył nauki humanistyczne na Universidad de La Rioja. Doktoryzował się na tej uczelni w 2014. W latach 2004–2007 pełnił funkcję przewodniczącego organizacji studenckiej Federación de Estudiantes Progresistas de España. W latach 2006–2007 zasiadał w Consejo Escolar del Estado, państwowym organie doradczym do spraw szkolnictwa.
Zaangażował się w działalność polityczną w ramach PSOE. W latach 2002–2010 kierował jej organizacją młodzieżową w La Rioja. Od 2007 do 2008 zasiadał w parlamencie tej wspólnoty autonomicznej.
W 2008 po raz pierwszy został wybrany na posła do Kongresu Deputowanych. Reelekcję uzyskiwał w wyborach w 2011, 2015 i 2016. Od 2012 do 2017 jako sekretarz generalny kierował organizacją PSOE w La Rioja. W latach 2014–2018 w federalnym kierownictwie partii pełnił funkcję sekretarza do spraw organizacyjnych. W wyborach w 2019 uzyskał mandat eurodeputowanego IX kadencji. Z powodzeniem ubiegał się o reelekcję w 2024.